# IC 672
IC 672 је спирална галаксија у сазвјежђу Пехар која се налази на листи објеката дубоког неба у Индекс каталогу.
Деклинација објекта је - 12° 29' 3" а ректасцензија 11h 8m 3,2s. Привидна величина (магнитуда) објекта IC 672 износи 14,6 а фотографска магнитуда 15,4. IC 672 је још познат и под ознакама MCG -2-29-2, PGC 33725.